# Porela euthyerges
Porela euthyerges is een vlinder uit de familie van de spinners (Lasiocampidae). De wetenschappelijke naam van de soort is voor het eerst geldig gepubliceerd in 1941 door Alfred Jefferis Turner. De soort komt voor in Queensland en New South Wales (Australië).